# マーストリヒト条約
マーストリヒト条約（マーストリヒトじょうやく）は、欧州連合の創設を定めた条約。1991年12月9日、欧州諸共同体加盟国間での協議がまとまり、1992年2月7日調印、1993年11月1日にドロール委員会の下で発効した。協議は通貨統合と政治統合の分野について行われた。本条約の正式名称は欧州連合条約であり、その後の条約で修正が加えられた。条約名は調印されたオランダのマーストリヒトにちなむ。
附帯議定書では単一通貨ユーロの創設と3つの柱構造（欧州共同体の柱、共通外交・安全保障政策の柱、司法・内務協力の柱）の導入が規定された。共通外交・安全保障政策は欧州政治協力に基づくものであるが、本条約で欧州連合の柱構造に取り入れられ、さらにその枠組みは拡大された。司法・内務協力は警察機関、刑事司法、民事事件や難民・移民問題についての協力について扱われる分野であった。その後、アムステルダム条約によって司法・内務協力から難民・移民問題などを欧州共同体の柱に移管し、残った分野について警察・刑事司法協力に改められた。この3つの柱構造はリスボン条約の発効により廃止された。

## 内容
元来、欧州経済共同体はおもに経済や社会、通商に関する機関であった。欧州委員会や欧州司法裁判所はともに、その構成員が加盟国政府によって任命されるものではあるが、業務については各国政府から独立しており、欧州諸共同体の枠組み内においては多くの権限が与えられていた。また欧州議会は欧州諸共同体加盟国に居住する市民の直接選挙で選ばれているが、同様にある程度の独立した権限を有していた。各国政府は閣僚理事会において強大な権限を保持していたが、1980年代半ば以降、表決にあたっては特定多数決方式を採用しており、およそ71%の事案が特定多数方式で表決されていた。欧州のこのようなシステムを共同体の秩序、あるいは超国家性と言われ、欧州経済共同体の諸機関は加盟国政府の権限行使による直接的なコントロールは受けず、その一方で加盟国政府はEC諸機関が反対する決定を多数決によって強制することができるものである。
以前より欧州諸共同体には外交政策や軍事、刑事分野についても関与することが望まれていた。しかし、加盟国の多くはこれらの分野に欧州諸共同体のメカニズムで携わるのは慎重であるべきだとしており、またこのような分野については、欧州諸共同体の執行機関よりも各国政府のほうに強い権限を保持させておかなければならないと考えていた。すなわち、超国家的に扱うのではなく、あくまで政府間協議の下で判断されるべきというものである。その一方で一部には、これまで欧州経済共同体の枠組みで扱われてきた経済分野に関する諸機関（欧州委員会、欧州司法裁判所、欧州議会）の超国家的で独立した権限が脅かされると警戒した加盟国もあった。このような流れの中で、従来のECの経済分野に関する権限とは分離しておく狙いで、欧州共同体の柱に、外交・軍事分野の柱と刑事司法分野の柱を並立させて、3本柱構造を構築したのである。
またマーストリヒト条約ではオンブズマン制度を新設した。

## 批准
批准過程においてマーストリヒト条約は3か国で困難に直面した。まず、デンマークは1992年6月2日に国民投票を実施し、およそ50,000票差で批准を拒否する結果となった。この結果の影響はフランスにおける国民投票にも波及し、51.05% が賛成票を投じ、僅差で反対票を上回り批准にこぎつけた。その後デンマークについて、4つの例外条項をもうけたエディンバラ議定書を付すことで、1993年5月18日に批准することができた。
このほかイギリスでは庶民院において、マーストリヒト条約の社会政策条項に関するオプト・アウト（免除規定）を野党・労働党や自由民主党が反対、また与党・保守党内でも条約自体に懐疑的な議員が反対に回るなどして批准が否決された。保守党内の庶民院の造反議員の数は半数を超えるものであり、これによってジョン・メージャー政権は議会の信任を失った。
当時の英国首相ジョン・メージャーはマーストリヒト条約の社会政策条項に反対していた。メージャーが市場原理主義を支持しており政府による介入・規制を嫌っていたからである。メージャーは、社会条項が企業のコストを上げるとし、英国は社会政策条項からオプトアウトするべきと考えていた。反EU派の保守党議員も社会政策条項を嫌っていたがそれ以上にマーストリヒト条約を嫌っていた。それら反EUの保守党議員らは、もし彼らが社会政策条項をメージャーに飲ませればメージャーがマーストリヒト条約を拒絶もしくはその批准を遅らせるだろうと考えていた。